# Schizotheca buski
Schizotheca buski är en mossdjursart som beskrevs av Reverter-Gil och Fernandez-Pulpeiro 2007. Schizotheca buski ingår i släktet Schizotheca och familjen Phidoloporidae. Inga underarter finns listade i Catalogue of Life.